# Ramon Sessions
Ramon Sessions (Myrtle Beach, 11 aprile 1986) è un ex cestista statunitense.

## Carriera
Molti credevano che Sessions sarebbe tornato, dopo il pre-draft camp di Orlando, a Nevada per il suo ultimo anno, tuttavia dopo le ottima prestazioni ottenute, decise di rendersi eleggibile al Draft NBA 2007.

### NBA (2007-2018)

#### Milwaukee Bucks (2007-2009)
Al Draft NBA 2007 venne selezionato come 56ª scelta dai Milwaukee Bucks.
Fu il primo giocatore in assoluto della stagione NBA 2007-2008 a essere assegnato in D-League, quando venne prestato dai Milwaukee Bucks ai Tulsa 66ers. Il 26 novembre 2007 venne nominato giocatore della settimana nel weekend di apertura, con una media di 30,5 punti, 7,5 rimbalzi e 5,0 assist. Il 26 gennaio 2008 venne nuovamente nominato giocatore della settimana diventando il primo giocatore a vincere due volte il premio in quella stagione. In tre partite con i 66ers mantiene una media di 29,6 punti, 8,0 rimbalzi e 12,3 assist.
Nel gennaio 2008 venne richiamato dai Bucks ma, a causa di un infortunio al polso, debuttò in NBA solamente il successivo 9 marzo, nella sconfitta casalinga per 119-97 con i Philadelphia 76ers, segnando 2 punti. In seguito, a causa degli infortuni del playmaker titolare, Mo Williams, e della sua riserva, Charlie Bell, il suo minutaggio aumentò. Il 2 aprile segnò il canestro della vittoria contro i Washington Wizards sfruttando il passaggio di Andrew Bogut in una partita vinta dai Bucks 110-109 dopo tanta sofferenza dato che i cervi non riuscirono mai ad avere un vantaggio di più di un punto dai loro avversari.
Il 14 aprile 2008 segnò un career-high di 20 punti, 24 assist (record per i Bucks) e 8 rimbalzi nella sconfitta casalinga per 151-135 contro i Chicago Bulls. La sua doppia doppia sarà anche il primo "20-20" a punti e assist nella storia dei Bucks. La notte seguente supera il suo career-high segnando 25 punti nella sconfitta per 110-101 contro i Minnesota Timberwolves. Sessions supererà ancora il suo career-high raddoppiandolo quasi: il 7 febbraio 2009 segna 44 punti nella sconfitta interna ai tempi supplementari per 126-121 contro i Detroit Pistons. Il 2 aprile 2009 segna contro i Los Angeles Lakers la sua prima tripla doppia in carriera con 16 punti, 16 assist e 10 rimbalzi.

#### Minnesota Timberwolves (2009-2010)
Il 4 settembre 2009 viene ingaggiato dai Minnesota Timberwolves, con cui firma un contratto di quattro anni a 16 milioni di dollari. I Bucks avrebbero avuto 7 giorni di tempo per pareggiare l'offerta ma decisero di non presentarla. Qui Sessions fu la riserva del playmaker rookie Jonny Flynn. Giocò tutte le 82 partite dei T'Wolves, anche se solo 1 da titolare. Alla fine della stagione i lupi arrivarono ultimi in classifica a ovest, mentre guardando i record di tutte le squadre indipendentemente dalla conference, peggio dei lupi (che ebbero un record di 15 vittorie e 67 sconfitte) fecero solo i New Jersey Nets (che ebbero un record di 12-70).

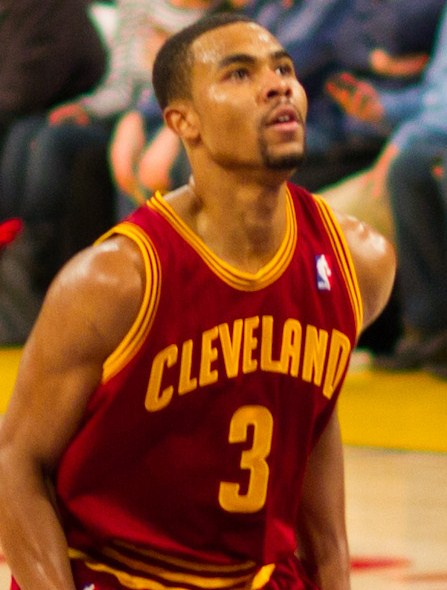
Ramon Sessions con la canotta dei Cleveland Cavaliers

#### Cleveland Cavaliers (2010-2012)
Il 26 luglio 2010 viene ceduto insieme a Ryan Hollins e una seconda scelta al Draft NBA 2011 ai Cleveland Cavaliers in cambio di Delonte West (successivamente tagliato dai Timberwolves) e Sebastian Telfair. Con i Cavs il primo anno gioca 81 partite, di cui 38 da titolare, partendo titolare dopo la cessione in Febbraio di Mo Williams ai Los Angeles Clippers. Il secondo anno invece torna a essere di riserva, in questo caso di Kyrie Irving; tra l'altro qui la storia che fece arrivare Irving nella franchigia dell'Ohio è particolare: i Clippers per avere Mo Williams, cedettero ai Cavaliers una prima scelta al Draft NBA 2011, e quella scelta fu proprio Irving. Sessions tornò così a svolgere il ruolo di playmaker di riserva dei Cleveland Cavaliers.

#### Los Angeles Lakers (2012)
Il 15 marzo 2012 viene ceduto insieme a Christian Eyenga ai Los Angeles Lakers in cambio di una prima scelta protetta al draft NBA 2012, Jason Kapono e Luke Walton. Sessions arrivò ai Los Angeles Lakers per rimpiazzare Derek Fisher, che il 15 Marzo 2012 (lo stesso giorno in cui Sessions arrivò ai Lakers) venne ceduto agli Houston Rockets (che tra l'altro lo tagliarono subito), Sessions diventò così il playmaker titolare della squadra. Nella sua prima partita con i Lakers mette a segno 7 punti, 4 rimbalzi e 5 assist in 19 minuti nella vittoria per 97-92 contro i Minnesota Timberwolves (sua ex squadra). Il 23 marzo contro i Portland Trail Blazers mette a segno 20 punti e 11 assist, segnando la tripla del K.O per i Trail Blazers e guadagnandosi il titolo di MVP della partita. Con i Lakers giocò per la prima volta in carriera nei play-off. Giocò tutte e 12 le partite dei Lakers nei playoff, che dopo aver vinto per 4-3 la serie contro i Denver Nuggets, vennero eliminati in semifinale di Conference per 4-1 dagli Oklahoma City Thunder. Sessions tenne di media 9,7 punti, 3,6 assist, 3,0 rimbalzi e 0,3 palle rubate in 31,7 minuti a partita. Per quanto riguarda le percentuali al tiro, tenne di media il 37,7% dal campo, 16% da 3 punti e 74,3% ai tiri liberi.

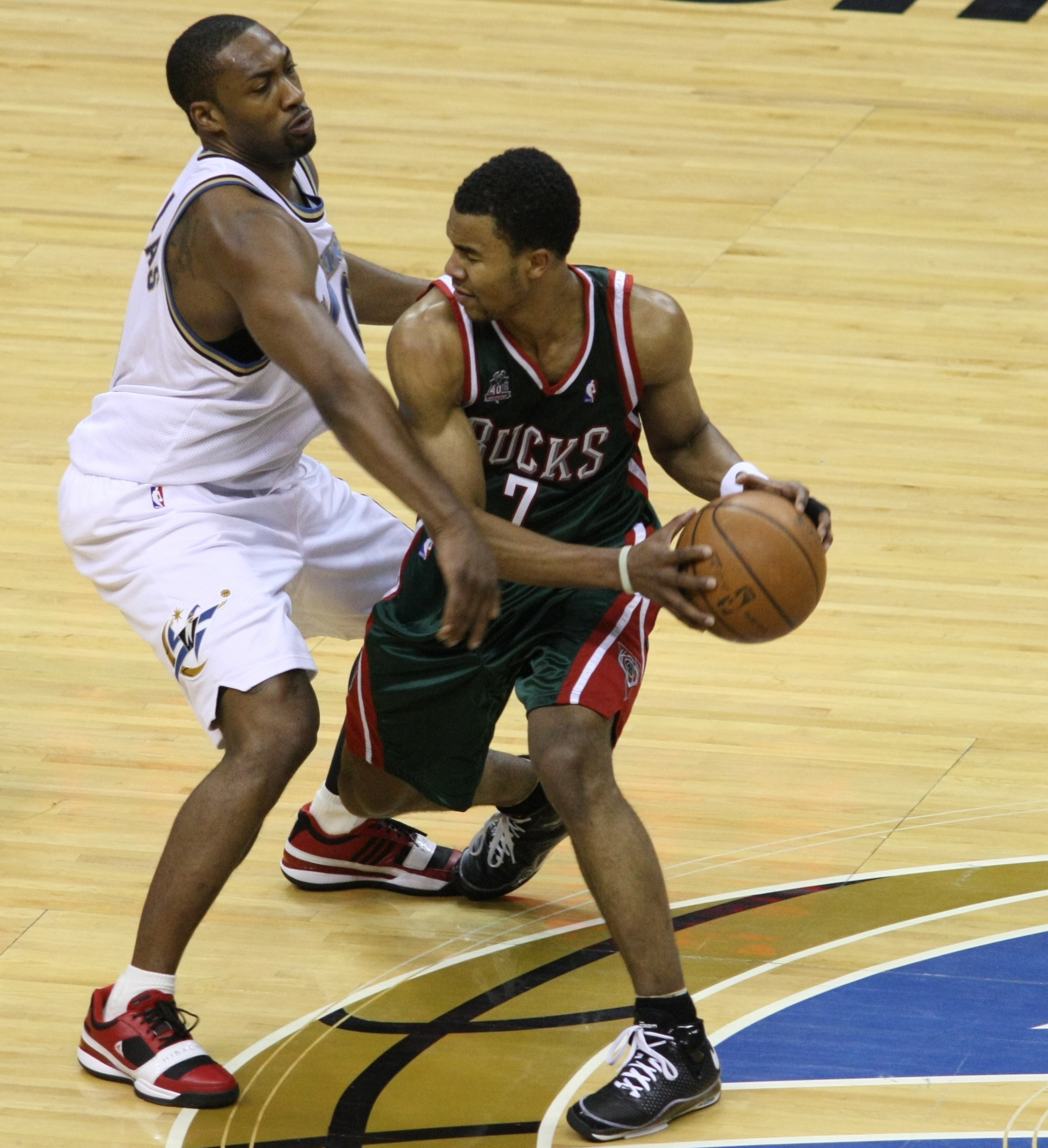
Ramon Sessions (destra) durante la prima esperienza con i Milwaukee Bucks mentre va a contrasto con Gilbert Arenas (sinistra) che all'epoca militava negli Washington Wizards

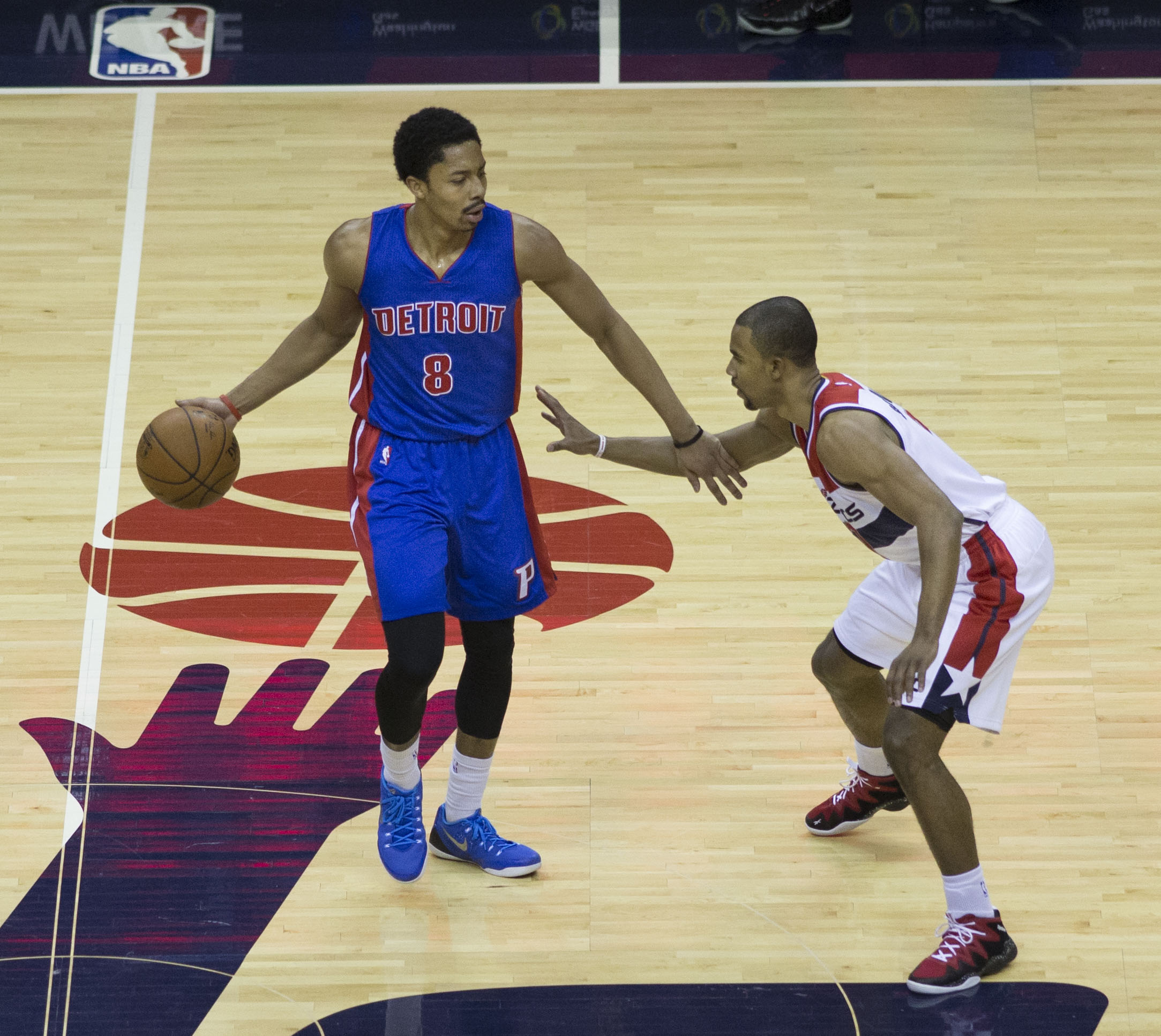
Ramon Sessions (destra) con la canotta degli Washington Wizards in azione difensiva contro Spencer Dinwiddie (sinistra), che all'epoca giocava nei Detroit Pistons

#### Charlotte Bobcats (2012-2014)
Il 13 luglio 2012 firmò un contratto biennale con gli Charlotte Bobcats.

#### Breve ritorno ai Milwaukee Bucks (2014)
Il 19 febbraio 2014 venne ceduto insieme a Jeff Adrien ai Milwaukee Bucks in cambio di Gary Neal e Luke Ridnour, facendo così ritorno nella squadra nella quale realizzò il record di assist e iniziato la sua carriera in NBA.

#### Sacramento Kings (2014-2015)
Il 23 settembre 2015 firmò da free agent con i Sacramento Kings. Tornò così a giocare in California dopo aver giocato nei Lakers tra marzo e maggio del 2012.

#### Washington Wizards (2015-2016)
Il 19 febbraio 2015 venne ceduto ai Washington Wizards in cambio di Andre Miller, svolgendo il ruolo di riserva di John Wall. Alla fine della stagione, a seguito del sesto posto ottenuto dalla squadra, Sessions tornò a disputare i play-off tre anni dopo l'ultima volta. Dopo aver eliminato con un tanto agevole quanto sorprendente 4-0 i Toronto Raptors, i capitolini passarono alle semifinali di Conference dove incontrarono gli Atlanta Hawks. Il 5 maggio 2015, in gara-2 delle semifinali, Sessions realizzò un career-high ai playoffs di 21 punti contro gli Atlanta Hawks, che tuttavia si rivelò vano a fine partita in quanto la squadra della Capitale perse la partita 106-90. Gli Wizards vennero eliminati dalla serie per 4-2 dai falchi, e Sessions per la seconda volta (su 2 totali) si fermò nei PO alle semifinali di Conference.
Nella stagione successiva rimase negli Wizards. Con la squadra Capitolina, continuò a svolgere il ruolo di riserva di John Wall; in stagione disputò tutte le 82 partite degli Wizards (seconda volta in carriera in quanto già nella stagione 2009-10 giocò tutte le partite della stagione quando militava nei Minnesota Timberwolves), che tuttavia non riuscirono a qualificarsi per i play-off in quanto arrivarono decimi nella graduatoria della Eastern Conference con un record di 41 vittorie e 41 sconfitte.

#### Ritorno a Charlotte (2016-2017)
Il 5 luglio 2016 firmò un contratto biennale da 12,5 milioni di dollari (il secondo anno ha la team option) con gli Charlotte Hornets, tornando così a giocare per la franchigia della Carolina del Nord a 2 anni e 5 mesi di distanza dall'ultima volta. Esattamente come nell'esperienza precedente a Charlotte, svolse il ruolo di riserva di Kemba Walker.
Tuttavia la stagione non fu positiva né per lui né per le cavalette che si piazzarono all'11º posto della Eastern Conference con 36 vittorie e 46 sconfitte. A fine della stagione, visto che Sessions deluse, gli Hornets non esercitarono la team option e Sessions rimase free agent.

#### New York Knicks (2017-2018)
Il 28 luglio 2017 firmò un annuale da 2,3 milioni di dollari con i New York Knicks. Tuttavia, viste le prestazioni non convincenti, Sessions fu relegato al ruolo di terzo playmaker dietro a Jarrett Jack e al rookie Frank Ntilikina fino a venire tagliato dalla franchigia di New York il 14 gennaio 2018 in favore di Trey Burke.

#### Ritorno a Washington (2018)
Il 25 febbraio 2018 tornò agli Washington Wizards con cui firmò un contratto da 10 giorni. Firma il 5 marzo un secondo contratto da 10 giorni con la franchigia della Capitale, per poi rinnovare successivamente fino alla fine della stagione.
Non giocherà successivamente nessuna partita nei playoffs.

### Parentesi al Maccabi Tel-Aviv (2018)
Il 4 novembre 2018 si trasferisce in Europa al Maccabi Tel Aviv con cui sigla un contratto trimestrale. Tuttavia il 21 novembre lascia il club israeliano per ragioni personali.

## Statistiche

### College
| Anno      | Squadra          | PG | PT | MP   | TC%  | 3P%  | TL%  | RP  | AP  | PRP | SP  | PP   |
| --------- | ---------------- | -- | -- | ---- | ---- | ---- | ---- | --- | --- | --- | --- | ---- |
| 2004-2005 | Nevada Wolf Pack | 32 | 31 | 31,1 | 41,2 | 22,2 | 69,3 | 3,8 | 5,2 | 1,5 | 0,1 | 9,0  |
| 2005-2006 | Nevada Wolf Pack | 31 | 30 | 26,2 | 35,9 | 0,0  | 56,8 | 4,2 | 4,9 | 1,2 | 0,1 | 4,7  |
| 2006-2007 | Nevada Wolf Pack | 34 | 33 | 30,2 | 45,2 | 38,0 | 82,5 | 4,7 | 4,7 | 0,9 | 0,2 | 12,3 |
| Carriera  | Carriera         | 97 | 94 | 29,2 | 41,7 | 31,3 | 74,0 | 4,2 | 4,9 | 1,2 | 0,1 | 8,8  |

### NBA

#### Regular Season
| Anno      | Squadra             | PG  | PT  | MP   | TC%  | 3P%  | TL%  | RP  | AP  | PRP | SP  | PP   |
| --------- | ------------------- | --- | --- | ---- | ---- | ---- | ---- | --- | --- | --- | --- | ---- |
| 2007-2008 | Milwaukee Bucks     | 17  | 7   | 26,5 | 43,6 | 42,9 | 78,0 | 3,4 | 7,5 | 1,0 | 0,2 | 8,1  |
| 2008-2009 | Milwaukee Bucks     | 79  | 38  | 27,5 | 44,5 | 17,6 | 79,4 | 3,4 | 5,7 | 1,0 | 0,1 | 12,4 |
| 2009-2010 | Minnesota T'wolves  | 82  | 1   | 21,1 | 45,6 | 6,7  | 71,7 | 2,6 | 3,1 | 0,7 | 0,1 | 8,2  |
| 2010-2011 | Cleveland Cavaliers | 81  | 38  | 26,3 | 46,6 | 20,0 | 82,3 | 3,1 | 5,2 | 0,7 | 0,1 | 13,3 |
| 2011-2012 | Cleveland Cavaliers | 41  | 4   | 24,5 | 39,8 | 41,9 | 83,0 | 3,1 | 5,2 | 0,7 | 0,0 | 10,5 |
| 2011-2012 | L.A. Lakers         | 23  | 19  | 30,5 | 47,9 | 48,6 | 71,3 | 3,8 | 6,2 | 0,7 | 0,1 | 12,7 |
| 2012-2013 | Charlotte Bobcats   | 61  | 0   | 27,1 | 40,8 | 30,8 | 83,9 | 2,8 | 3,8 | 0,8 | 0,1 | 14,4 |
| 2013-2014 | Charlotte Bobcats   | 55  | 7   | 23,7 | 40,9 | 22,1 | 78,2 | 2,1 | 3,7 | 0,6 | 0,1 | 10,5 |
| 2013-2014 | Milwaukee Bucks     | 28  | 12  | 32,5 | 46,1 | 35,7 | 84,1 | 3,1 | 4,8 | 0,6 | 0,1 | 15,8 |
| 2014-2015 | Sacramento Kings    | 36  | 7   | 17,8 | 34,4 | 21,4 | 72,7 | 1,9 | 2,7 | 0,4 | 0,0 | 5,4  |
| 2014-2015 | Wash. Wizards       | 28  | 3   | 19,5 | 41,1 | 40,6 | 81,2 | 2,7 | 3,1 | 0,6 | 0,0 | 7,4  |
| 2015-2016 | Wash. Wizards       | 82  | 5   | 20,3 | 47,3 | 32,4 | 75,6 | 2,5 | 2,9 | 0,6 | 0,1 | 9,9  |
| 2016-2017 | Charlotte Hornets   | 50  | 1   | 16,2 | 38,0 | 33,9 | 77,1 | 1,5 | 2,6 | 0,5 | 0,1 | 6,2  |
| 2017-2018 | N.Y. Knicks         | 13  | 3   | 12,8 | 32,1 | 18,2 | 80,0 | 1,4 | 2,1 | 0,5 | 0,1 | 3,7  |
| 2017-2018 | Wash. Wizards       | 15  | 0   | 15,0 | 39,1 | 40,0 | 76,2 | 1,3 | 3,3 | 0,5 | 0,1 | 5,9  |
| Carriera  | Carriera            | 691 | 146 | 23,3 | 43,4 | 31,6 | 79,1 | 2,7 | 4,1 | 0,7 | 0,1 | 10,3 |

#### Play-off
| Anno     | Squadra       | PG | PT | MP   | TC%  | 3P%  | TL%  | RP  | AP  | PRP | SP  | PP  |
| -------- | ------------- | -- | -- | ---- | ---- | ---- | ---- | --- | --- | --- | --- | --- |
| 2012     | L.A. Lakers   | 12 | 12 | 31,7 | 37,7 | 16,0 | 74,3 | 3,0 | 3,6 | 0,3 | 0,1 | 9,7 |
| 2015     | Wash. Wizards | 10 | 3  | 21,8 | 37,1 | 40,0 | 68,4 | 2,4 | 2,3 | 0,4 | 0,1 | 7,5 |
| Carriera | Carriera      | 22 | 15 | 27,2 | 37,5 | 28,0 | 72,2 | 2,7 | 3,0 | 0,4 | 0,1 | 8,7 |